# Puya longisepala
Puya longisepala är en gräsväxtart som beskrevs av Carl Christian Mez. Puya longisepala ingår i släktet Puya, och familjen Bromeliaceae. Inga underarter finns listade i Catalogue of Life.